# Kwallen
Kwallen of zeekwallen is een verzamelnaam voor een groep in zee levende, vrijzwemmende neteldieren (Cnidaria). Kwallen zijn eenvoudig gebouwde zeedieren met een gelatineus, parapluvormig lichaam en neerhangende tentakels. Door het lichaam pulserend te bewegen kan een volwassen kwal zich door het water verplaatsen. De tentakels zijn bewapend met netelcellen en worden gebruikt om prooien te vangen en roofdieren af te schrikken.
Kwallen komen wereldwijd voor, van oppervlaktewateren tot in de diepzee. Schijfkwallen (de 'echte kwallen') leven uitsluitend in de zee, maar er zijn ook enkele hydroïdpoliepen met een vergelijkbaar uiterlijk die in zoet water leven. Kwallen hebben een complexe levenscyclus; de meduse kan rondzwemmen en brengt na geslachtelijke voortplanting kleine larfjes voort, de zogeheten planulae. Uit deze larven groeit een vastzittende poliep die kleine kwalletjes afsnoert.
Kwallen worden in een aantal Aziatische landen beschouwd als een delicatesse. Hierbij worden ze eerst gedroogd en geperst en vervolgens in een gerecht verwerkt. Kwallen spelen ook een rol in wetenschappelijk onderzoek. Het groen fluorescent proteïne werd oorspronkelijk uit een bioluminescente kwal geïsoleerd, en is inmiddels een zeer belangrijke fluorescente marker in de moleculaire biologie. Ieder jaar worden duizenden mensen tijdens het zwemmen door kwallen gestoken. De effecten variëren van licht ongemak tot ernstig letsel of zelfs de dood; vooral kleine kubuskwallen zijn verantwoordelijk voor veel van de beschreven sterfgevallen.

## Naam
Het woord 'kwal' werd al in 1619 in Nederlandstalige documenten genoemd, destijds met de schrijfwijze qualle, en had als betekenis 'nat, slijmerig of bol wezen'. In het Duits gebruikt men deze schrijfwijze nog steeds. De term wordt tegenwoordig meestal gebruikt om te verwijzen naar het medusestadium (kwalstadium) van bepaalde neteldieren. De naam 'kwal' is echter een informele verzamelnaam waar verschillende (niet-verwante) dieren toe behoren. De naam verwijst naast de schijfkwallen of 'echte kwallen' ook naar dieren uit de verwante klassen hydroïdpoliepen (Hydrozoa), kubuskwallen (Cubozoa) en gesteelde kwallen (Stauromedusae), en uit het niet-verwante fylum ribkwallen (Ctenophora). De term wordt overdrachtelijk gebruikt als belediging of aanduiding voor een vervelend persoon.

## Kenmerken
Het belangrijkste kenmerk van een kwal is de parapluvormige zwemklok. Dit is een zachte structuur bestaande uit een transparante, geleiachtige substantie die het mesoglea wordt genoemd. Het mesoglea fungeert als een hydrostatisch skelet; het biedt stevigheid en bewegingsmogelijkheden. Ongeveer 95% van de mesogloea bestaat uit water, de rest is collageen, vezeleiwitten en rondzwervende amoebocyten die celresten en bacteriën kunnen opruimen. Aan de rand van de zwemklok hangen tentakels, alsmede een aantal rudimentaire zintuigorgaantjes, de rhopaliën.
De mondopening van een kwal bevindt zich aan de onderzijde van de zwemklok. De mondopening is onderdeel van een steelachtige structuur die vanuit het midden naar beneden hangt, het manubrium. Rond de mondopening zijn ook tentakels aanwezig. De mond geeft toegang tot de gastrovasculaire holte, de lichaamsholte waar vertering plaatsvindt en voedingsstoffen worden opgenomen. Rond het manubrium, aan de binnenzijde van de zwemklok, bevinden zich vier gonaden. Deze maken de geslachtscellen.
Kubuskwallen, een aparte groep neteldieren, hebben een vergelijkbare anatomie. Zij kenmerken zich door hun vierkante, kubusvormige zwemklok met aan elke hoek een of meer slanke tentakels. De rand van de zwemklok is naar binnen gevouwen waardoor een efficiënte straalaandrijving mogelijk is; deze kwallen kunnen sneller zwemmen dan schijfkwallen. Hydroïdpoliepen hebben ook een kwalstadium in hun levenscyclus, meestal met slechts vier tentakels aan de rand van de zwemklok. Veel hydroïdpoliepen zijn echter koloniaal en hebben geen opvallende meduse.

Morfologische diversiteit van kwallen
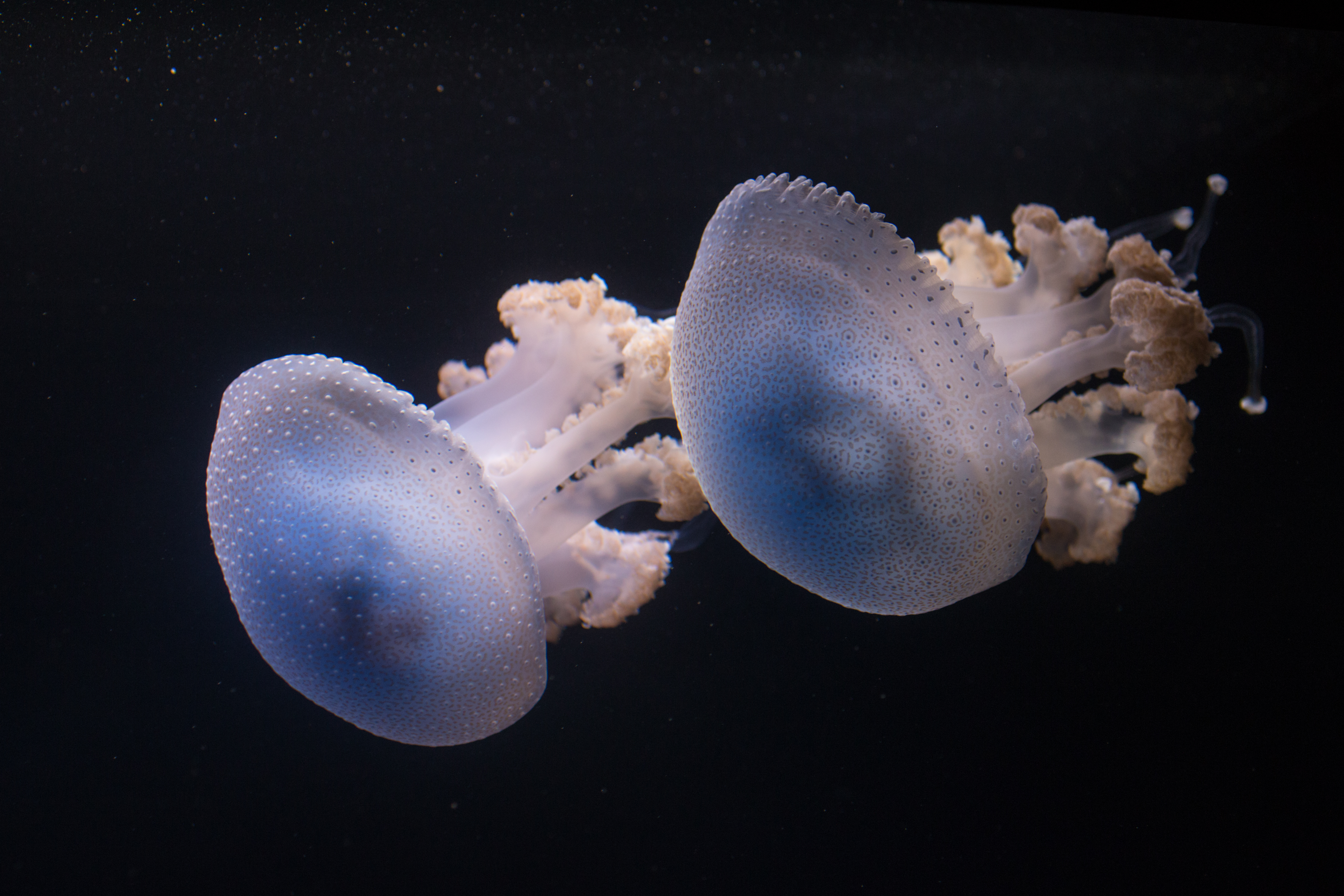
Phyllorhiza punctata, een schijfkwal uit de westelijke Stille Oceaan
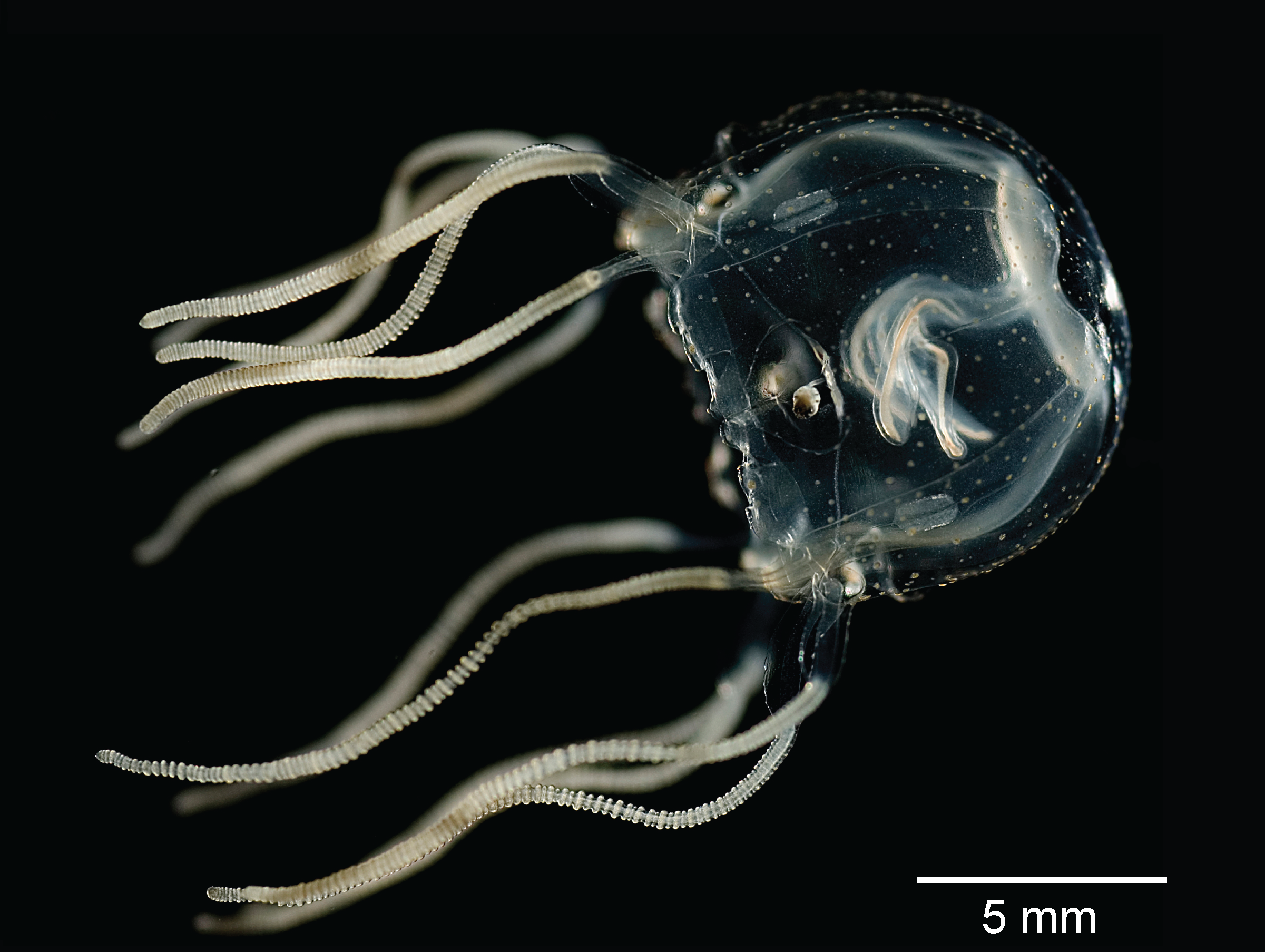
Tripedalia cystophora, een dooskwal met rudimentaire oogjes
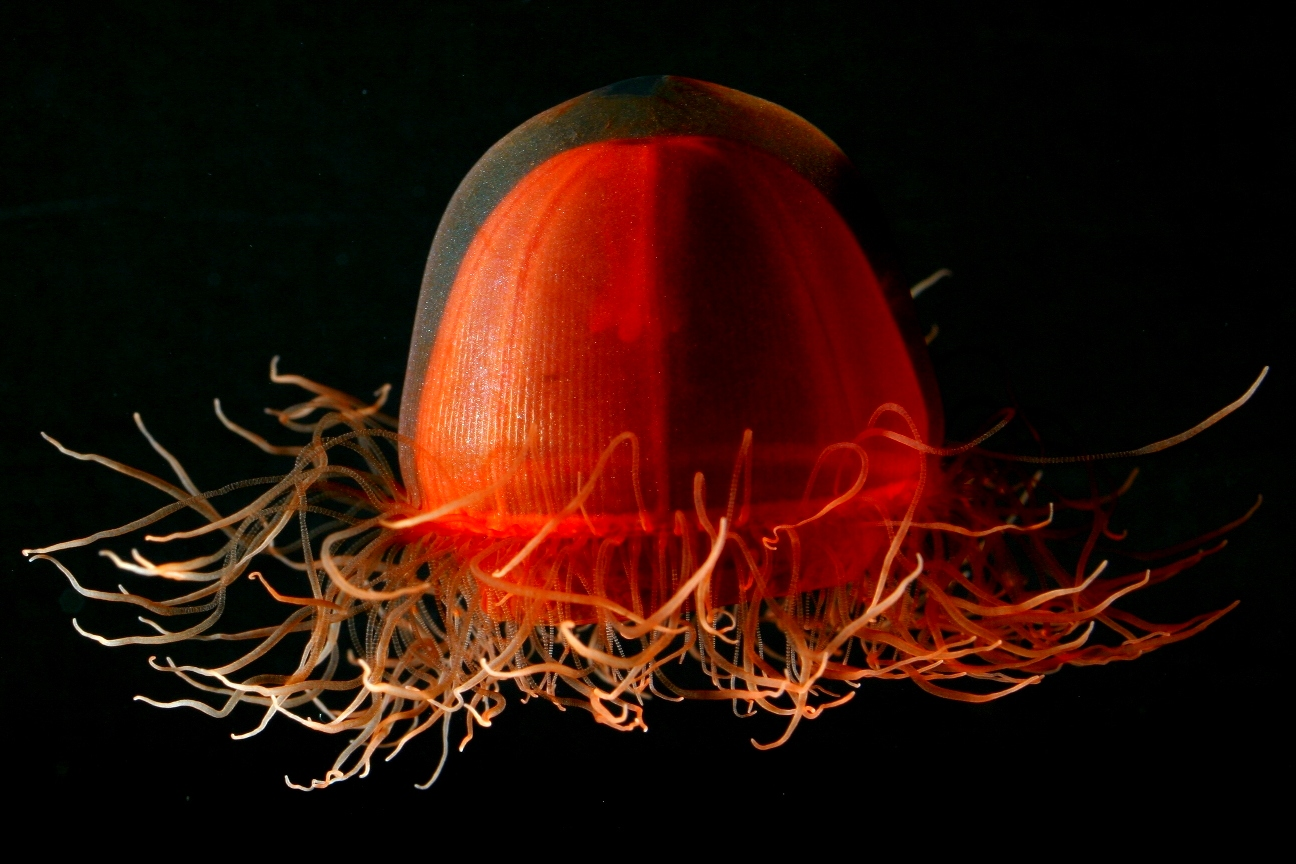
Crossota norvegica, een hydroïdpoliep die op grote diepte leeft (ruim 1000 m)

## Inwendige anatomie
Kwallen hebben een eenvoudige inwendige bouw. Een volwassen kwal (meduse) heeft in feite maar één inwendig orgaan: de gastrovasculaire holte. Deze holte is door vier dikke septa onderverdeeld in een centrale maag en vier maagzakken. In de maagzakken vindt vertering plaats en worden voedingsstoffen opgenomen. Een kwal heeft geen gespecialiseerde organen voor gaswisseling, bloedsomloop en osmoregulatie. Kwallen hebben geen ademhalingssysteem nodig omdat er voldoende zuurstof door de epidermis diffundeert. De voortbeweging van kwallen is redelijk efficiënt door pulseringen van het lichaam; sommige soorten zijn actieve zwemmers, andere drijven voornamelijk met stromingen mee. De rhopaliën zijn rudimentaire zintuigoorgaantjes die licht, trillingen, en geurstoffen kunnen detecteren. Met behulp van de rhopaliën kan een kwal zijn omgeving waarnemen en zich oriënteren.
Kwallen hebben een diffuus netwerk van zenuwen in de epidermis. In het verleden werd vaak aangenomen dat neteldieren geen echt zenuwstelsel bezitten, maar bij enkele kwallensoorten zijn ganglion-achtige structuren ontdekt die doen denken aan een hogere mate van neurale organisatie. Prikkels uit de omgeving worden omgezet in impulsen die door het zenuwnet worden geleiden. Aan de rand van de zwemklok bevindt zich een ringkanaal van zenuwen. Deze staan in verbinding met de rhopaliën en regelen de zwemsnelheid en zwemrichting.

## Voortplanting en ontwikkeling

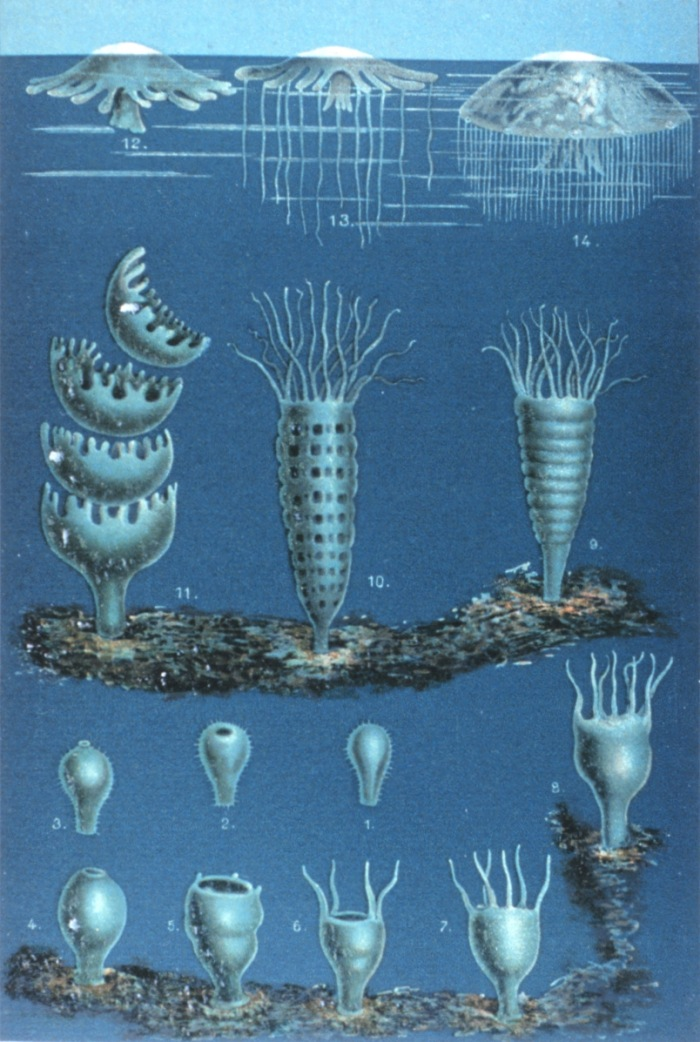
De ontwikkelingsstadia van een schijfkwal:
1–3 Larve zoekt een substraat
4–8 Poliep groeit
9–11 Poliep strobileert
12–14 Meduse groeit

De levenscyclus van neteldieren is complex en valt uiteen in twee stadia. Het eerste daarvan wordt het poliepstadium genoemd. Het organisme heeft hierin de vorm van een poliep: een sessiele (aan de zeebodem vastzittende) steel, die langsdrijvend voedsel opvangt. Poliepen lijken qua uiterlijk op de verwante bloemdieren, zoals koralen en zeeanemonen. Poliepen van kwallen zijn meestal maar een paar millimeter groot. Het poliepstadium kan jaren voortduren.
Op een gegeven moment, veelal na een seizoensgebonden of hormonale verandering, maakt de poliep aan zijn top afsnoeringen die na enige tijd loslaten en in de waterkolom uitgroeien tot het tweede stadium. Dit tweede stadium wordt de meduse genoemd. Dit is de vorm waarin de meeste mensen kwallen het best kennen. De medusen zwemmen vrij rond en planten zich geslachtelijk voort door gameten te vormen, die na versmelting een larve vormen. De larve, de zogeheten planula, zet zich ergens vast op het substraat en groeit dan uit tot een poliep, waarmee de cyclus rond is.
Bij de meeste schijfkwallen zijn er zowel mannelijke en vrouwelijke individuen. De geslachtsklieren bevinden zich in de maagwand en de geslachtscellen worden via de mondopening uitgedreven. Na bevruchting in het vrouwelijke individu ontstaan er planulalarven die uiteindelijk van de moederkwal afvallen en naar de bodem zwemmen, waar ze hun trilharen verliezen en zich vestigen. Deze algemene levenscyclus is onder meer bekend bij de in Nederland en België algemene soort Aurelia aurita, de gewone oorkwal.
Een bijzondere soort, Turritopsis nutricula, zou mogelijk onsterfelijk kunnen zijn vanwege zijn vermogen om onder bepaalde omstandigheden vanuit het medusestadium terug te transformeren naar het poliepstadium, en zo te ontsnappen aan de dood die normaal gesproken optreedt na geslachtelijke voortplanting. Tot dusver is deze omkering van de levenscyclus alleen in het laboratorium waargenomen.

## Relatie met de mens

### Kwallen als voedsel

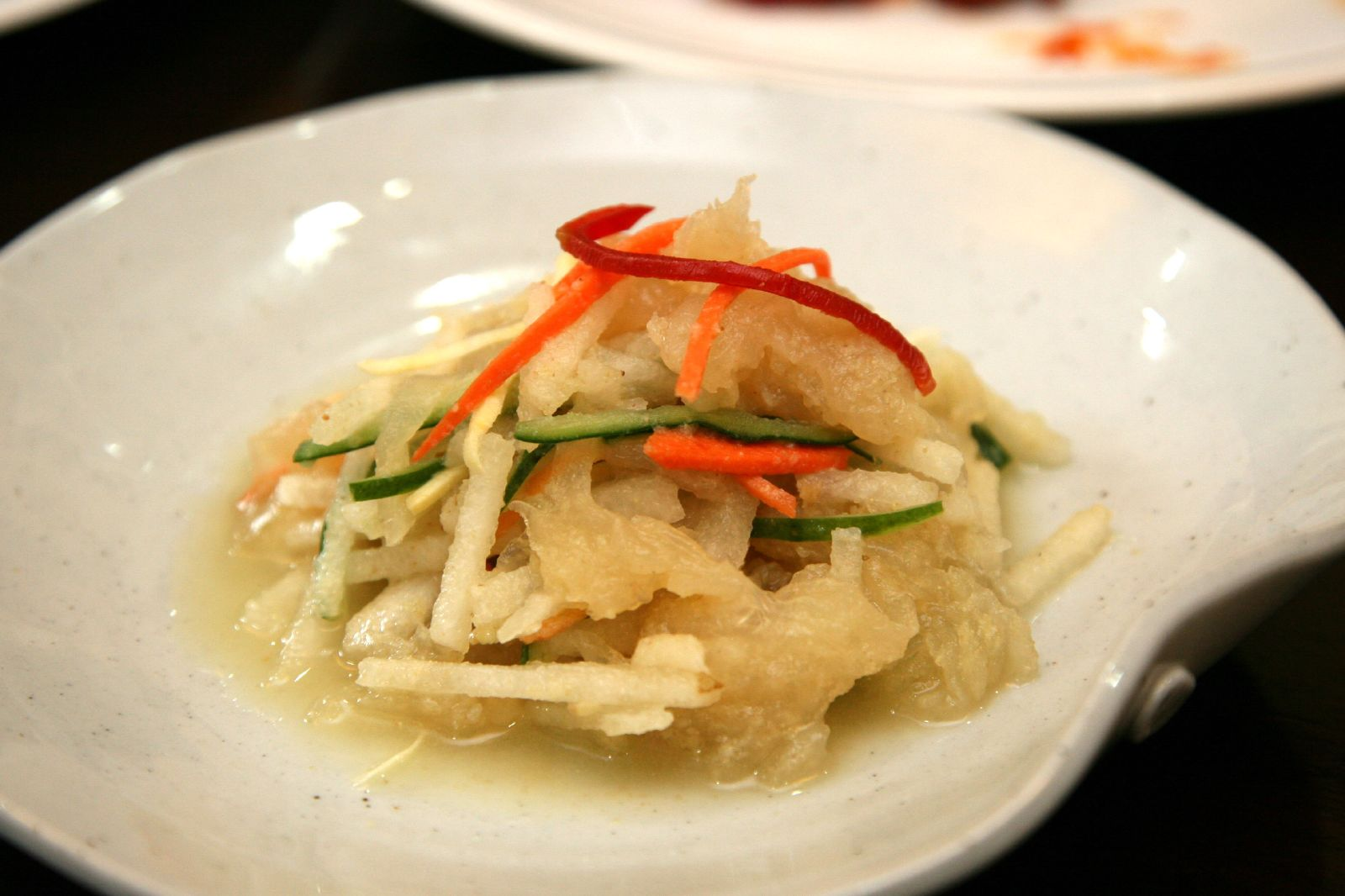
Kwallenreepjes (gerehydrateerd) verwerkt met groenten, Zuid-Korea

In sommige landen, zoals China, Japan en Korea, worden kwallen beschouwd als een delicatesse. Slechts enkele soorten zijn eetbaar: deze vallen in de orde Rhizostomae. Met name Rhopilema esculentum in China (海蜇 hǎizhé, "zeestekers") en Stomolophus meleagris (de kanonskogelkwal) in de Verenigde Staten genieten de voorkeur vanwege hun vlezige lichamen en omdat hun gifstoffen onschadelijk zijn voor mensen.

Traditionele verwerkingsmethoden bestaan meestal uit een meerfasige procedure van 20 tot 40 dagen waarin, na verwijdering van de geslachtsklieren en slijmvliezen, de zwemklok en de tentakels geweekt worden in een mengsel van zout en aluin. Door de kwal te persen wordt hij droger, zuurder en knapperiger van textuur. Het uiteindelijke voedselproduct bestaat voor ongeveer 94% uit water en 6% uit eiwit. Het kwallenweefsel wordt vaak in reepjes gesneden en met groenten geserveerd.

### Biotechnologie

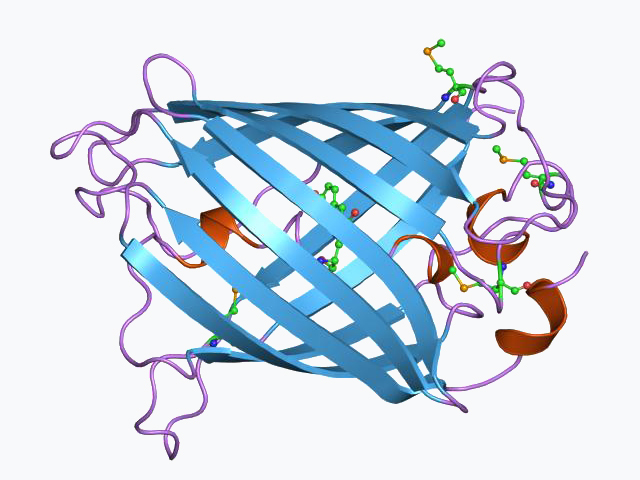
De kwal Aequorea victoria was de oorspronkelijke bron van het groen fluorescent proteïne, hier schematisch weergegeven.

In 1961 isoleerde de biochemicus Osamu Shimomura tijdens zijn onderzoek naar bioluminiscentie in zeedieren het groen fluorescent proteïne (GFP) uit de hydromeduse Aequorea victoria. Enkele decennia later ontdekte Martin Chalfie dat dit fluorescerende eiwit gebruikt kan worden als een marker bij genetisch onderzoek. Roger Tsien deed een aantal chemische wijzigingen aan GFP om meerdere kleuren te maken. In 2008 ontvingen Shimomura, Chalfie en Tsien de Nobelprijs voor scheikunde voor hun werk aan GFP.
GFP wordt gebruikt als een fluorescente label om de expressie van genen zichtbaar te maken in cellen en weefsels. Tijdens dergelijk onderzoek fuseert men het gen van interesse met het GFP-gen. Dit genconstruct wordt vervolgens ingebracht in het DNA van het te onderzoeken organisme. In dit organisme wordt dan GFP aangemaakt in plaats van het normale eiwit. Zo kan men met behulp van een fluorescentiemicroscoop rechtstreeks zien in welke weefsels, of in welk ontwikkelingsstadium, het eiwit tot expressie komt.

### Kwallenbeet

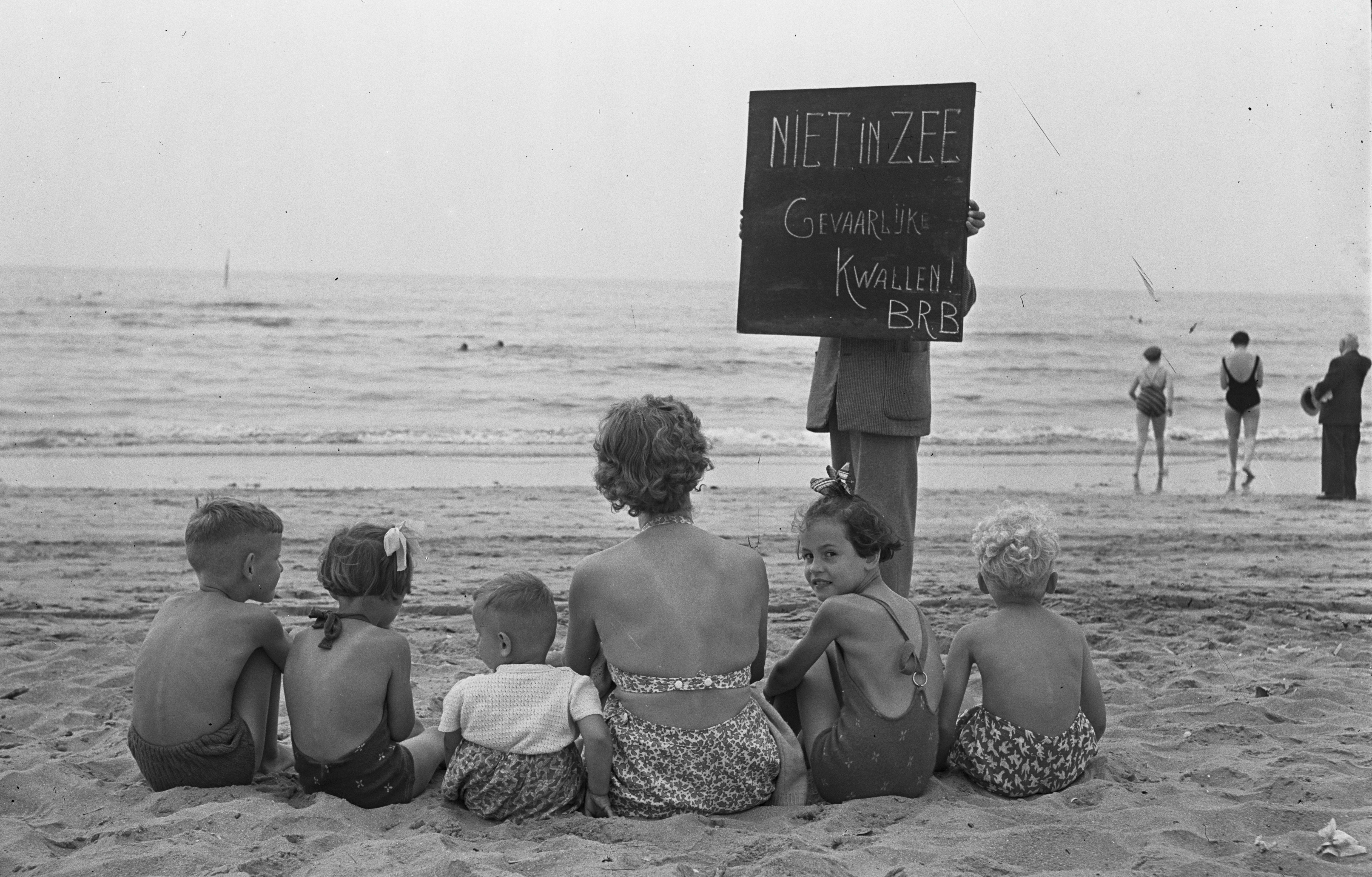
Bord met 'Niet in zee gevaarlijke kwallen' (1952)

De tentakels van een kwal bevatten duizenden netelcellen. Bij contact met een tentakel zullen de netelcellen hun harpoenstructuur afvuren en de huid doorboren. Bij veel soorten wordt daarbij ook een gif geïnjecteerd, wat in zeldzame gevallen een gevaarlijke allergische of cytotoxische reactie teweeg kan brengen. De effecten van een kwallensteek variëren van licht ongemak tot extreme pijn en zelfs de dood. De meeste kwallensteken zijn ongevaarlijk, maar de steken van sommige kubuskwallen, zoals de beruchte Australische zeewesp (Chironex fleckeri) kunnen binnen enkele minuten leiden tot ademhalingsfalen, hartstilstand en de dood. Andere kwallen die bekendstaan om hun extreme giftigheid zijn de Irukandji-kwallen.
Een kwallensteek kan het best zo snel mogelijk bedekt worden met zout water en zand. Ook azijn over de wond gieten kan helpen, het azijnzuur maakt de gifstof minder actief. Het gebruik van alcohol, ammoniak, zoet water of urine wordt sterk afgeraden, omdat dit de verspreiding van gif kan stimuleren. Door de aangetaste huid voorzichtig te schrapen (niet te wrijven), zoals met de rand van een creditcard, kunnen resterende netelcellen worden verwijderd. De wonden van kubuskwallen worden vaak behandeld met speciale antisera. Jaarlijks worden veel mensen tijdens het zwemmen of duiken gestoken door een kwal. In 2006 moesten 19.000 getroffen zwemmers langs de Costa Brava door het Spaanse Rode Kruis verpleegd worden voor een kwallensteek.